# General Land Centennial Exhibition (1891)

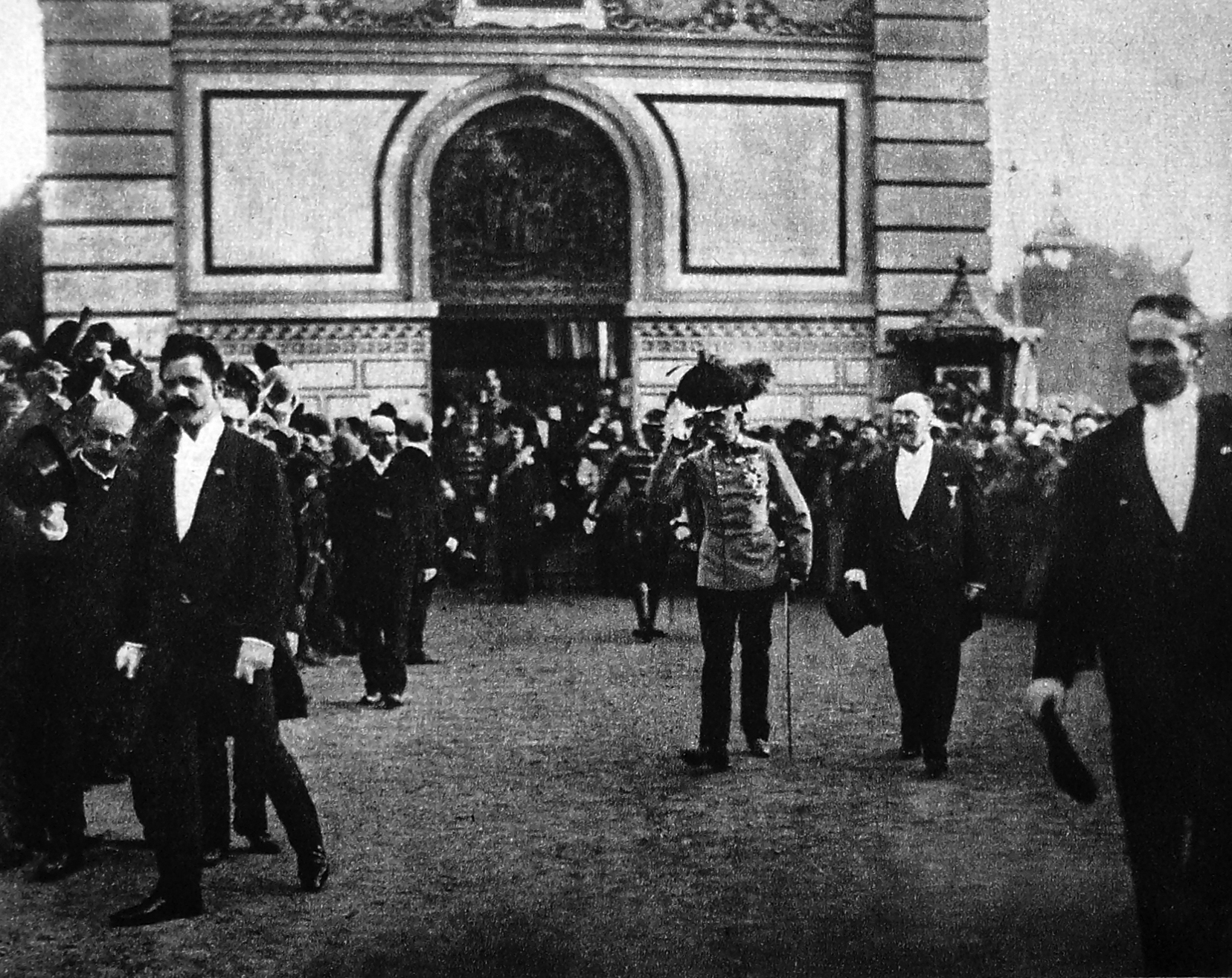
Rudolf Bruner-Dvořák: Franz Joseph I của Đế quốc Áo

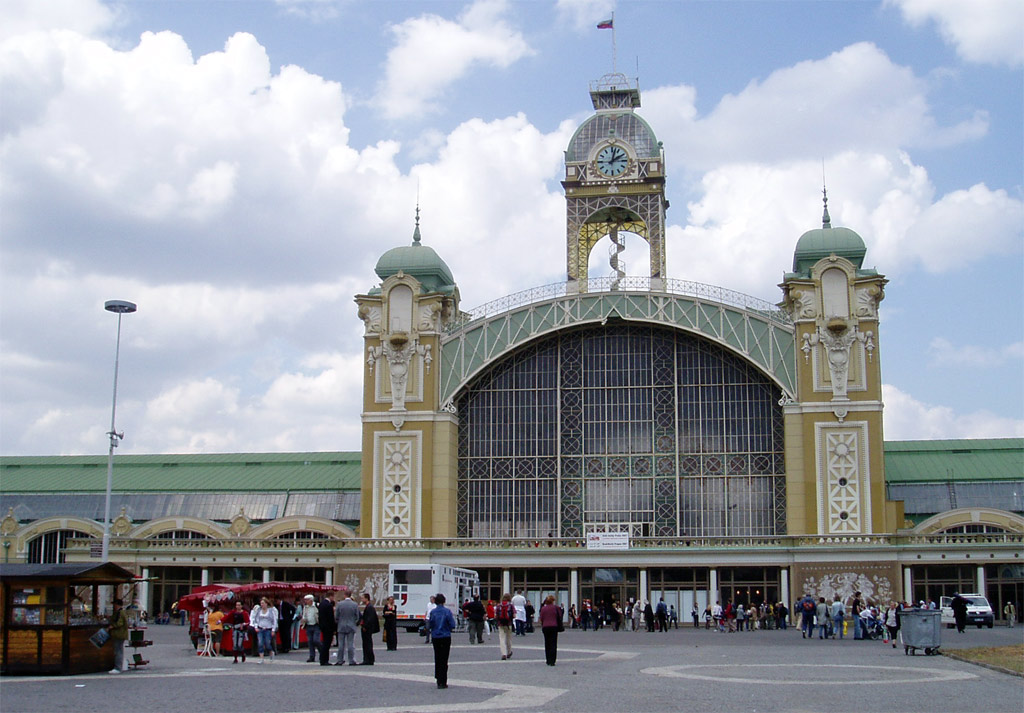
Cung điện Průmyslový năm 2007

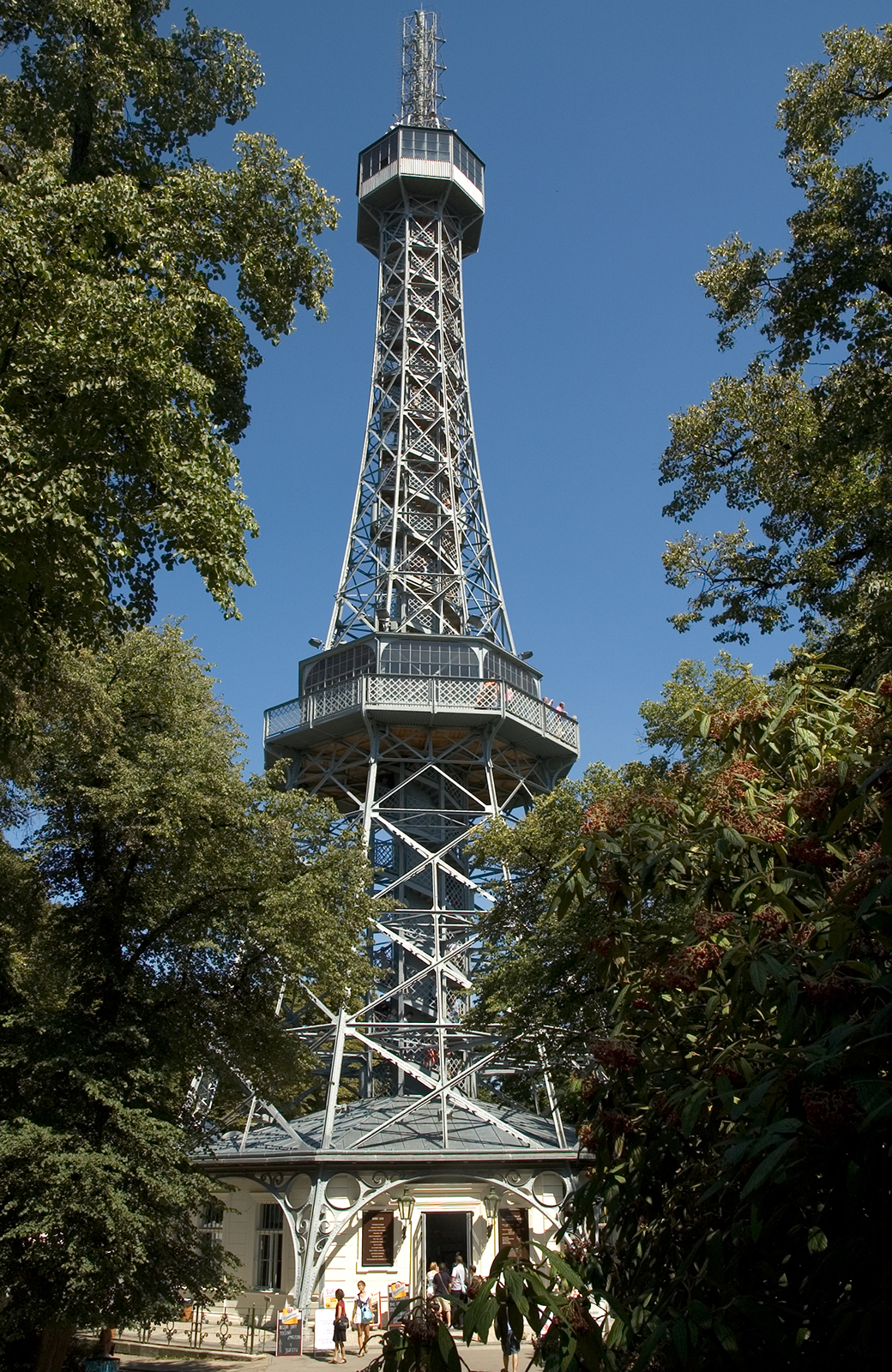
Tháp Petřín

General Land Centennial Exhibition là một hội chợ Thế giới được tổ chức vào năm 1891 tại Praha, sau đó được tổ chức ở Đế quốc Áo-Hung.
Người ta đã cho xây dựng nhiều tòa nhà nhằm phục vụ cuộc triển lãm, trong đó bao gồm cung điện Průmyslový (Cung điện Công nghiệp) và đài phun nước ánh sáng của Křižík tại Výstaviště Praha.

## Tóm lược
Diễn ra vào thời kỳ cuối của đế chế Áo-Hung, cuộc triển lãm này là một minh chứng cho thấy khát vọng độc lập của Tiệp Khắc. Cuộc triển lãm diễn ra vào năm 1891, đúng lúc đánh dấu 100 năm kể từ cuộc triển lãm công nghiệp đầu tiên được tổ chức vào năm 1791 tại khu phức hợp Clementinum của Praha. Khi đó, Praha vẫn còn là một phần lãnh địa của Chế độ quân chủ Habsburg. Người Đức ở Praha đã cố gắng chuyển triển lãm năm 1891 sang năm sau nhưng không thành. Sau đó, họ cũng đồng loạt tẩy chay cuộc triển lãm.
Hội chợ này đôi lúc còn được gọi với cái tên là Triển lãm Năm Thánh Praha.
Địa điểm chính của hội chợ hiện nay trở thành Khu triển lãm Praha gần Công viên Stromovka. Tòa nhà lớn nhất được xây dựng phục vụ buổi triển lãm là cung điện Průmyslový do Bedřich Münzberger thiết kế.

## Khai mạc
Hội chợ khai mạc vào ngày 15 tháng 5 năm 1891. Archduke Karl Ludwig là người đứng ra phát biểu khai mạc. Buổi khai mạc có sự tham dự của các bộ trưởng chính phủ, của thống đốc Bá tước Franz Thun và Hoàng tử George Lobkowicz. Josef Đệ nhất không tham dự lễ khai mạc, nhưng có đến thăm hội chợ sau đó. Buổi khai mạc cũng là lúc người ta giới thiệu Đài phun nước ánh sáng của Křižík.

## Nghệ thuật
Các bức tranh được trưng bày bao gồm các tác phẩm của Emanuel Krescenc Liška, cùng với bức tranh đoạt giải nhì Tình yêu vô vọng của Augustin Němejc.

## Di sản
Nhiều tòa nhà được xây dựng nhằm phục vụ cuộc triển lãm vẫn còn được bảo tồn đến ngày nay. Trong đó bao gồm Nhà Trưng bày theo trường phái Tân nghệ thuật Havana Pavilion. Nhà Trưng bày là địa điểm được các cặp đôi ưa chuộng để tổ chức đám cưới. Tháp Petřín- một bản sao 60 mét của Tháp Eiffel. Đài phun nước ánh sáng của Křižík đã được sửa chữa lại trong thời gian gần đây và vẫn đang hoạt động.

## Liên kết ngoài

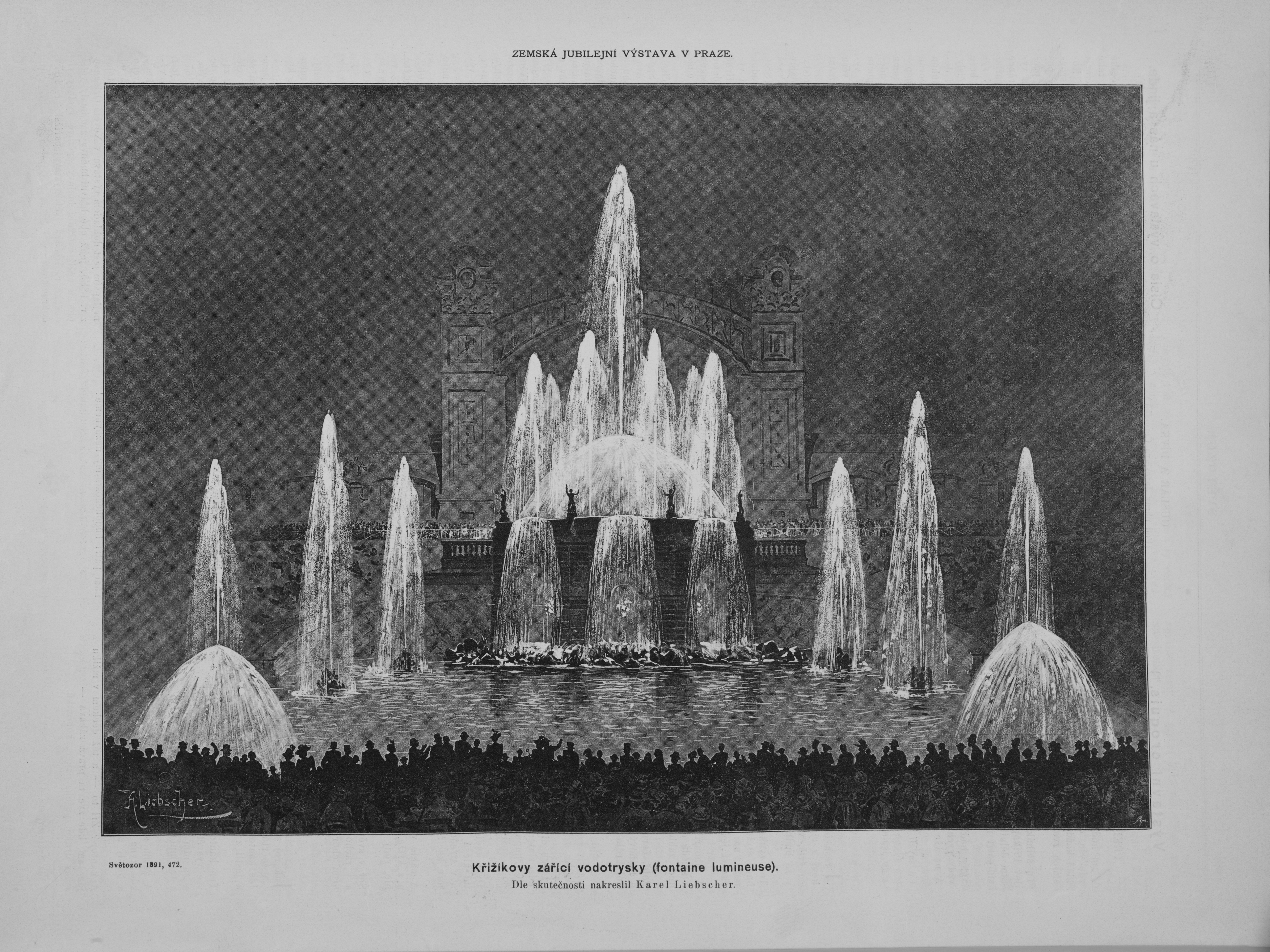
Đài phun nước Křižíkova năm 1891 của Karel Liebscher